# Blang Leuen
Blang Leuen is een bestuurslaag in het regentschap Pidie van de provincie Atjeh, Indonesië. Blang Leuen telt 211 inwoners (volkstelling 2010).